# Leon Dubinsky

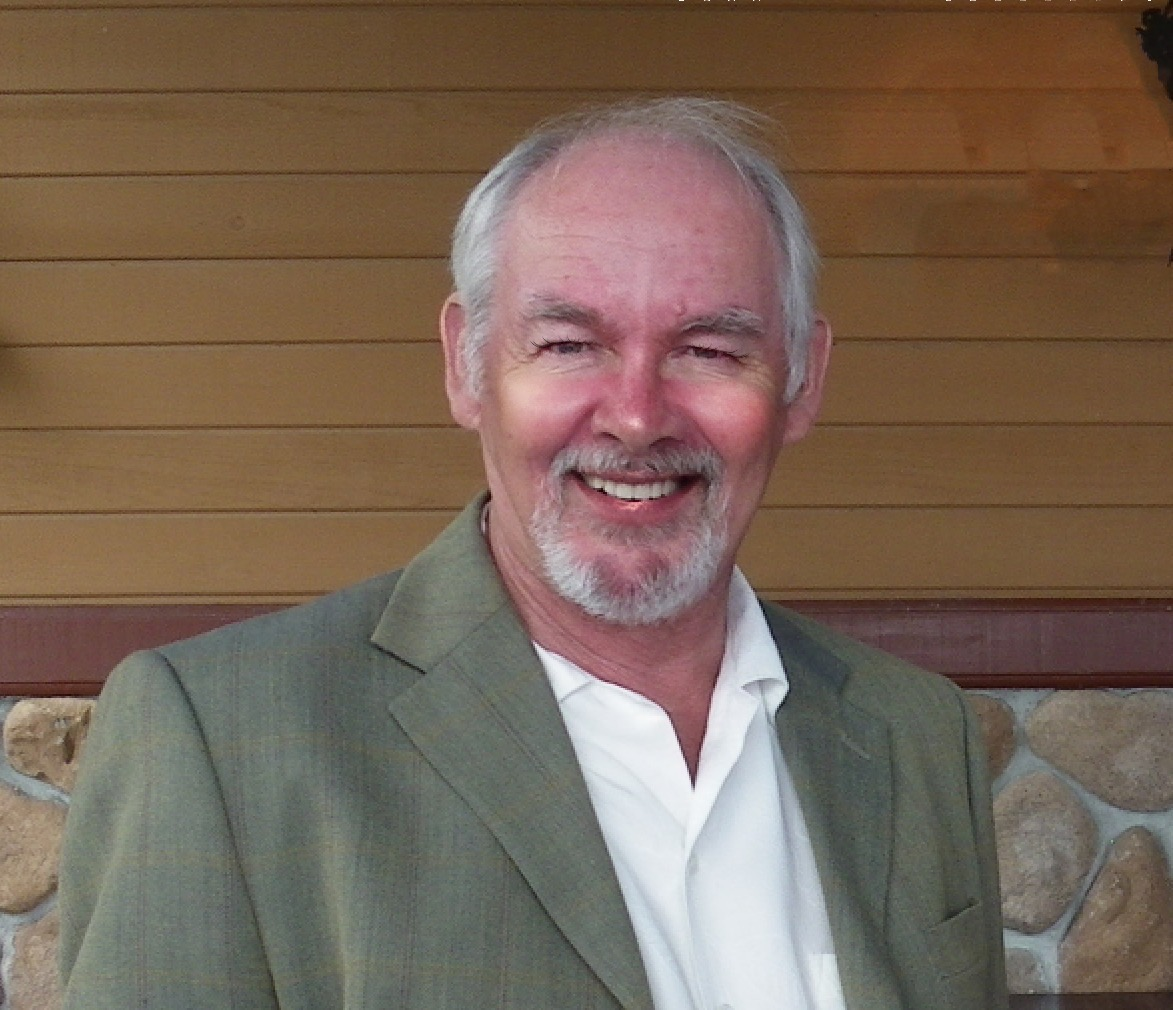
Leon Dubinsky (2010)

Leon Isaiah Dubinsky (* 5. Juli 1941 in Sydney, Nova Scotia; † 17. Januar 2023 in Englishtown, Nova Scotia) war ein kanadischer Schauspieler, Theaterregisseur, Musiker und Komponist.

## Leben und Karriere
Dubinsky war in den 1970er und 1980er Jahren Gründungsmitglied der Band „Buddy and the Boys“. In den frühen 1980er Jahren half er beim Start der jährlichen Musical-Bühnenshow „The Rise and Follies of Cape Breton“. Einer der Songs, „Rise Again“, wurde zum Standard der kanadischen Popmusik, als die Folkmusikgruppe The Rankin Family ihn für ihr Album „North Country“ aufnahm. Das Lied wurde später auch von Rita MacNeil und Anne Murray aufgeführt und aufgenommen.
Im Jahr 2002 erhielt Dubinsky von den East Coast Music Awards eine Auszeichnung für sein Lebenswerk, auch bekannt als Stompin' Tom Connors Award, für seine Beiträge zur Musikkultur im atlantischen Kanada.
Er trat 1987 in dem Film „Life Classes“ auf, für den er bei den 9. Genie Awards eine Genie Award-Nominierung als bester Nebendarsteller erhielt. Er spielte an der Seite von Rick Mercer in dem „CBC Television“-Fernsehspiel „My Brother Larry“ von 1988 und hatte eine wiederkehrende Rolle als Cap McKenzie in der Fernsehserie „Pit Pony“ der 1990er Jahre.
Was seine Karriere als Schauspieler betrifft, trat er 1987 in dem Film „Life Classes“ auf, für den er bei den 9. Genie Awards eine Genie Award-Nominierung als bester Nebendarsteller erhielt. Er spielte an der Seite von Rick Mercer in dem CBC Television Fernsehspiel „My Brother Larry“ von 1988 und hatte eine wiederkehrende Rolle als Cap McKenzie in der Fernsehserie „Pit Pony“ der 1990er Jahre.

## Filmografie (Auswahl)
- 1987: Lebensbilder (Life Classes)